# BioStabil 2000
De BioStabil 2000 is een hanger of armband met een draaimechanisme en een magneet, die door de uitvinder en producent Bruno Santanera een genezende werking wordt toegedicht.
De genezende werking is niet wetenschappelijk bewezen en is vermoedelijk uitsluitend gebaseerd op het placebo-effect. In reactie op de kritiek van sceptici en veroordelingen voor misleidende reclame voerde Santanera decennia lang talrijke rechtzaken.

## Beschrijving
De hanger is "uitgevonden" door de in Nederland woonachtige Italiaan Bruno Santanera. De BioStabil 2000 zou neodymium, een zeldzame aarde, uit Zaïre bevatten en is sterk magnetisch.
Door het draaimechanisme van de BioStabil 2000 zou het hangertje elektromagnetische stress neutraliseren, wat een heilzame werking zou hebben. De hanger zou werken tegen klachten als slapeloosheid, moeheid, gebrek aan energie, af en toe opkomende pijntjes, enzovoort. Op de officiële website wordt, getuige een dankbrief, gesuggereerd dat de hanger bij vrouwen zwangerschap zou vergemakkelijken en dat de vruchtbaarheid ervan zou verbeteren.

## Verkoop
De hangers en armbanden worden verkocht via een webshop op een meertalige website van Santanera. De "therapeutische magneetsieraden" werden later enige tijd op SBS6 en RTL verkocht via het bedrijf Tel Sell en in de televisiespotjes aangeprezen door onder andere Tineke de Nooij, Vivian Boelen, Imca Marina en Roy Martina. De verkoopcijfers schoten omhoog, maar de verkoop stortte later in door negatieve publiciteit.
De BioStabil-hanger was ook een tijdje te koop via bol.com als "therapeutische magneet ketting met hanger, 12.000 Gauss met neodymium magneet en uniek gepatenteerd draaisysteem".

### Rechtszaken tegen TROS Radar

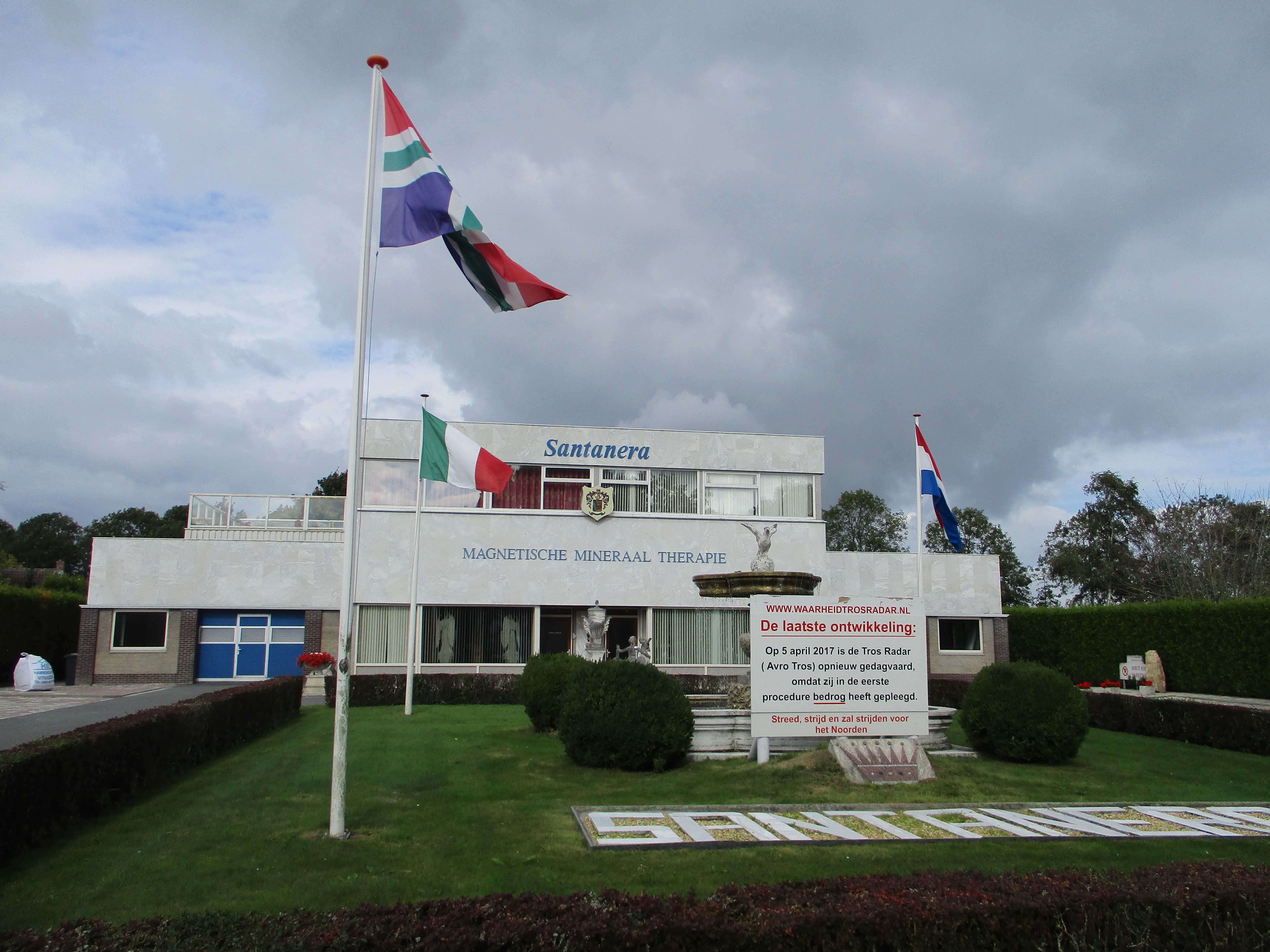
Bord voor het kantoor van Santanera, waarop TROS Radar wordt aangeklaagd in 2017 (foto: september 2018)

## Foto-galerij

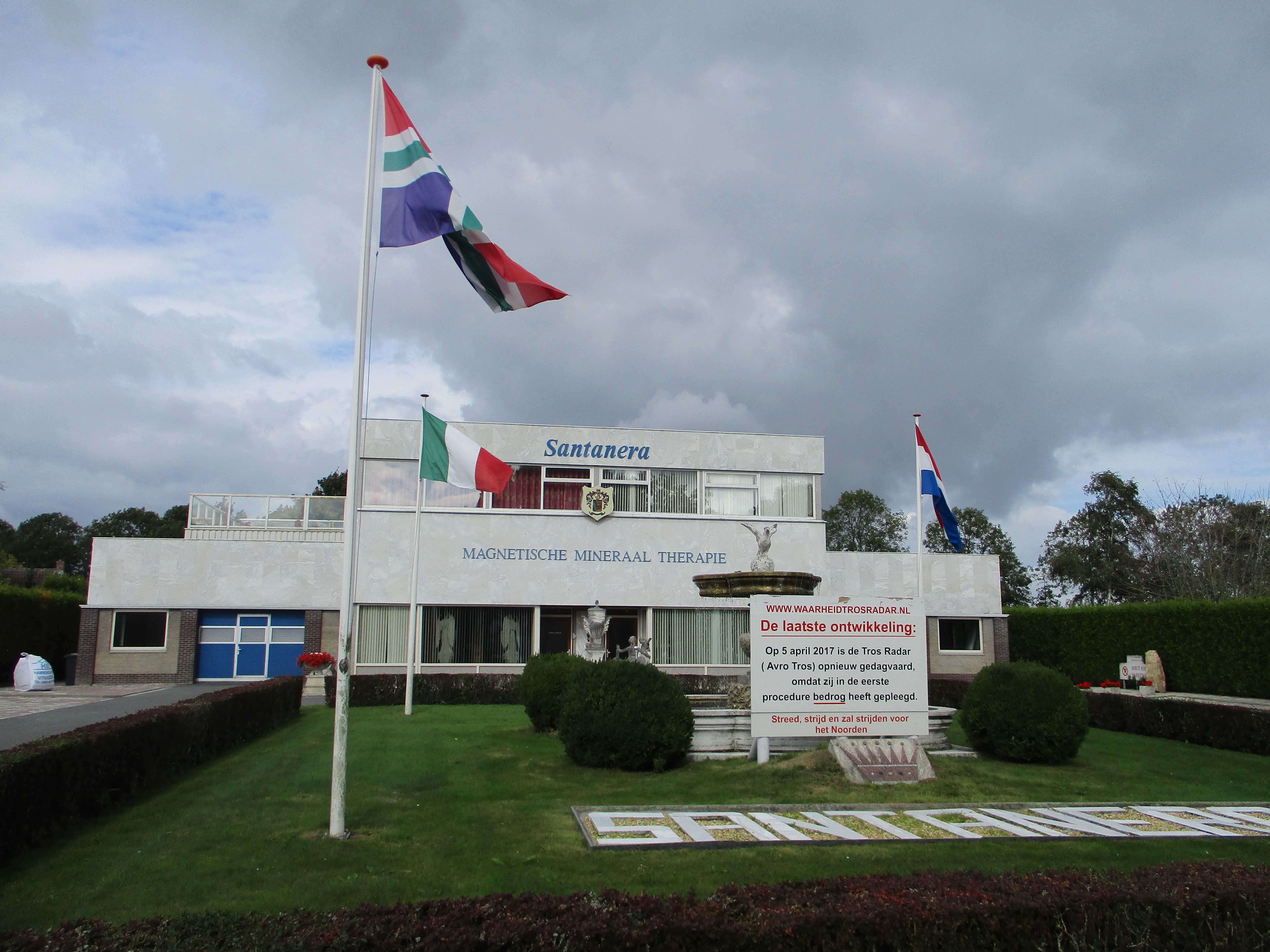
Bord voor het kantoor van Santanera, waarop TROS Radar wordt aangeklaagd in 2017
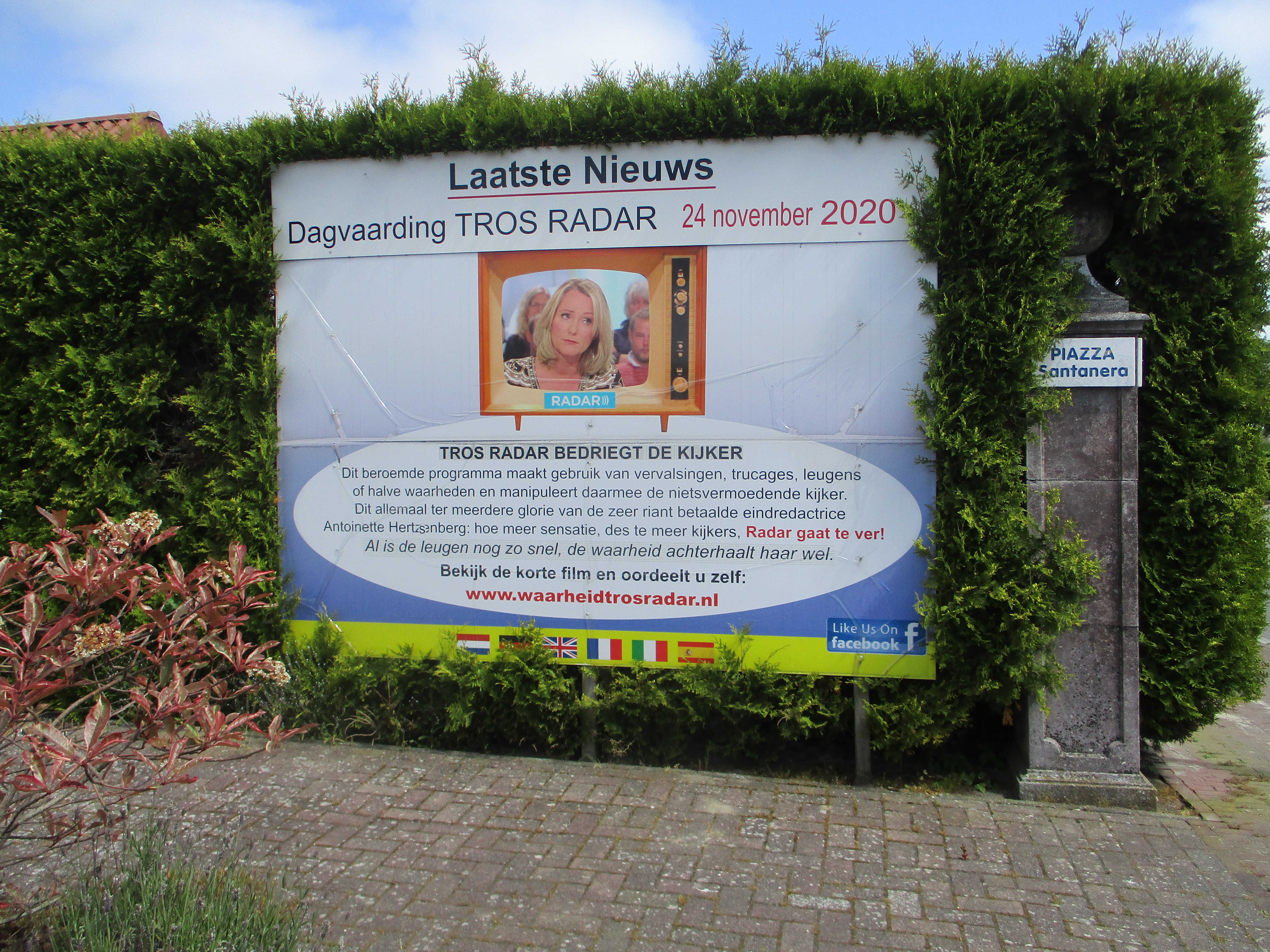
Nieuw bord in 2020 (foto 2023)
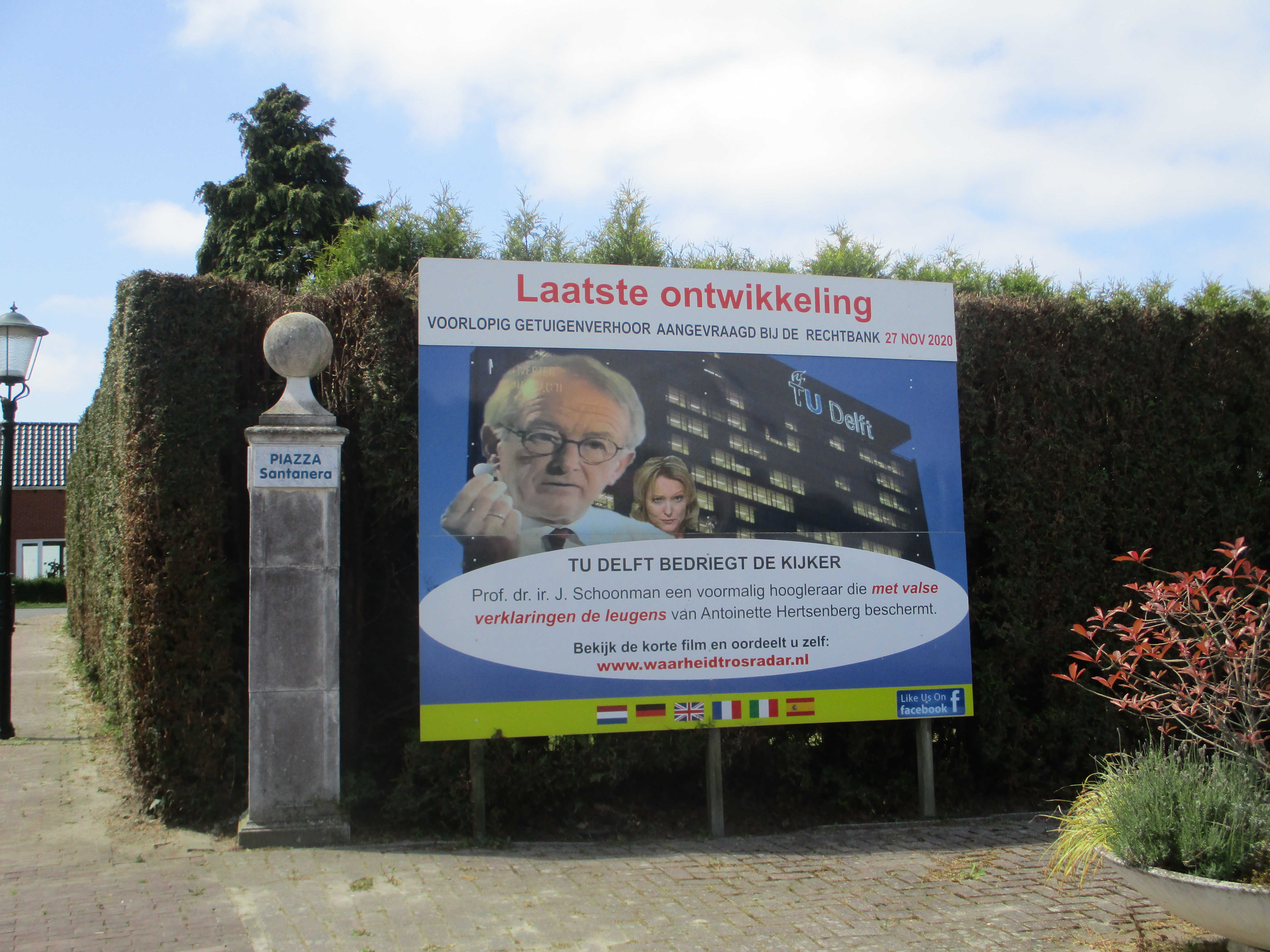
Tweede bord in 2020 (foto 2023)